# Avertisseur de proximité du sol

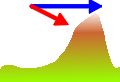
En bleu la direction de l'avion, en rouge la direction du radar altimétrique, qui déclenche le GPWS

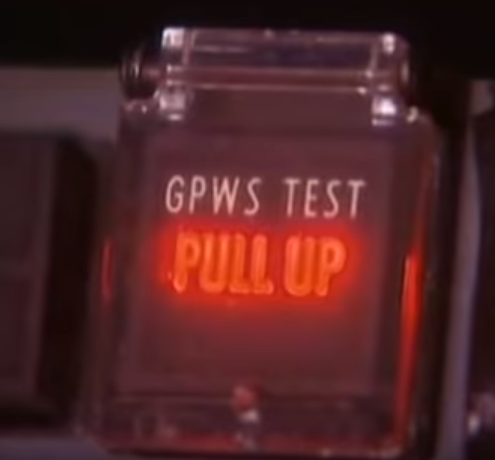
Alarme GPWS d'un Boeing 757

 (mars 2015).
Si vous disposez d'ouvrages ou d'articles de référence ou si vous connaissez des sites web de qualité traitant du thème abordé ici, merci de compléter l'article en donnant les références utiles à sa vérifiabilité et en les liant à la section « Notes et références ».
L'avertisseur de proximité du sol, ou GPWS (Ground Proximity Warning System), est un équipement de bord d'un avion destiné à prévenir les impacts sans perte de contrôle en déclenchant des avertissements ou des alarmes au pilote quand l'avion se rapproche trop du sol. Il utilise les informations de la radiosonde, de l'anémomètre et de l'altimètre (vitesse et altitude) et déclenche des alarmes sonores et éventuellement visuelles de type "CAUTION", pour une mise en garde, ou "WARNING", pour une situation nécessitant une manœuvre immédiate. La norme de l'EASA (European Aviation Safety Agency) relative à ce système est l'ETSO-C151b.
Un dispositif plus évolué appelé E-GPWS (Enhanced GPWS) inclut une base de données géographiques qui permet d'afficher l'élévation du terrain autour de l'appareil en connaissant sa localisation. La position de l'avion est transmise à l'E-GPWS par les systèmes de navigation embarqués (selon les cas GPS, FMS, centrales à inertie...). L'EGPWS a une meilleure efficacité que le GPWS grâce à la connaissance du terrain au-devant de l'avion et à l'affichage du relief sur les instruments de bord.
Le GPWS, l'E-GPWS, et tous les systèmes destinés à prévenir les impacts sans perte de contrôle en général, sont appelés système d'avertissement et d'alarme d'impact ou TAWS (Terrain Awareness and Warning System).

## Histoire
À la fin des années 1960, une série d'accidents de type impact sans perte de contrôle (Controlled Flight Into Terrain), crashs survenus alors que les pilotes n'ont pas perdu le contrôle de l'appareil, tue des centaines de passagers. Durant les années 1970, de nombreuses études furent menées pour découvrir les origines de ces accidents. Ces accidents auraient pu être évités si les appareils avaient été équipés de système avertisseurs de proximité du sol (GPWS). En 1974, la Federal Aviation Administration déclara obligatoire la présence de GPWS sur les gros appareils, pour éviter les accidents. En 2000, la FAA a modifié ses règles d'exploitation pour exiger que tous les avions à turbomoteur immatriculés aux États-Unis avec six sièges passagers ou plus (à l'exclusion des sièges de pilote et de copilote) soient équipés d'un système d'avertissement de proximité du sol approuvé par la FAA.

## Fonctionnement
La distance entre l'appareil et le sol est mesurée par la radiosonde (ou radioaltimètre). En fonction de la hauteur et selon les configurations de vol définies, l'ordinateur peut informer le pilote par des messages audios ou visuels d'un danger.
Les différents modes sont :
- Coefficient de descente élevé (« PULL UP » « SINK RATE ») (« Tirez vers le haut » « Taux de chute »)
- Coefficient de proximité terrain élevé (« TERRAIN » « PULL UP »)
- Basse altitude après décollage (« DON'T SINK ») (« Ne descendez pas »)
- Dégagement de terrain peu sûr (« TOO LOW - TERRAIN » « TOO LOW - GEAR » « TOO LOW - FLAPS ») (« Trop bas - Terrain » « Trop bas - Train d'atterrissage » « Trop bas - Dispositif hypersustentateur »)
- Alarme d'écart excessif par rapport au plan de descente (ILS) (« GLIDE SLOPE »)
- Alarme d'angle de virage excessif (« BANK ANGLE »)
- Alarme de cisaillement du vent (« WIND SHEAR »)